# 福音里
福音里是台北市萬華區龍山次分區轄下的一個里。面積0.1454平方公里，下轄15鄰。2022年止共有人口3,697人。

## 邊界
西側為富民里，北側為新起里，東側為仁德里，南側為富福里。

## 公共設施
- 臺北市萬華區老松國民小學(1896) ：臺北市萬華區福音里12鄰桂林路64號
- 臺北市立圖書館龍山分館